# Isoetales
Isoetales, anteriormente também grafado Isoëtales, é uma ordem de plantas vasculares da classe Lycopodiales, que agrupa cerca de 192 espécies extantes validamente descritas. A ordem tem distribuição natural do tipo distribuição cosmopolita e todas as suas espécies estão integradas no género Isoetes, embora alguns autores segreguem as duas espécies sul-americanas para o género Stylites. Quando consideradas apenas as espécies extantes, a ordem é monotípica englobando apenas a família Isoetaceae.

## Descrição
A ordem agrupa cerca de 192 espécies extantes, que a maioria dos autores classifica num único género, o género Isoetes, com distribuição natural cosmopolita, mas com frequência considerado escasso ou raro nos habitats onde ocorre.
As espécies extantes são maioritariamente aquáticas ou semi-aquáticas, herbáceas, presentes em massas de água pouco profundas de águas transparentes e em rios e riachos de águas lentas. Cada folha é uma estruturas delgada, com uma lígula, que se estende para baixo até uma base engrossada com até 5 mm de largura, onde as folhas se aglomeram e se ligam a um cormo subterrâneo com características de bulbo típico da maioria das espécies deste grupo. Esta base engrossada também contém os esporângios masculinos e femininos, protegidos por um revestimento fino e transparente (um velum). Todos os membros das Isoetales e seus parentes extintos são heterospóricos. O rizomorfo é bilateralmente simétrico.
A forma e textura do velum é usado como carácter de diagnóstico para ajudar a identificar as espécies, sendo que as espécies do género Isoetes são muito difíceis de distinguir pela aparência geral. A melhor maneira de as identificar é examinando os megásporos sob um microscópio.
Algumas espécies fósseis são bem conhecidas, com muitos estágios de desenvolvimento e o ciclo de vida preservados no registo fóssil. Dois dos géneros mais conhecidos são Chaloneria (do  Carbonífero) e Nathorstiana (do Cretácio).
Espécimes fossilizados de Isoetes beestonii foram encontrados em rochas datadas do final do Permiano.  O género Isoetes é considerados por alguns o último vestígio de tais árvores fósseis, com as quais partilha algumas características pouco comuns, incluindo o desenvolvimento de madeira e súber, um sistema de rebentos que funciona como raiz, crescimento bipolar e posição vertical.
Do ponto de vista filogenético, a ordem Isoetales insere-se no clade Lycopodiophyta como grupo irmão da ordem Selaginellales, estando os restantes taxa do agrupamento taxonómico considerados como extintos. O cladograma que se segue apresenta a estrutura do agrupamento na sua presente circunscrição e a posição de Isoetales:
|  | Lycopodiales      |
|  |                   |
|  | Drepanophycales † |
|  |                   |

|  | Lepidodendrales †                                             |
|  |                                                               |
|  | \| \| Pleuromeiales † \| \| \| \| \| \| Isoetales \| \| \| \| |
|  |                                                               |
|  | Pleuromeiales †                                               |
|  |                                                               |
|  | Isoetales                                                     |
|  |                                                               |

|  | Pleuromeiales † |
|  |                 |
|  | Isoetales       |
|  |                 |

|  | Lepidodendrales †                                             |
|  |                                                               |
|  | \| \| Pleuromeiales † \| \| \| \| \| \| Isoetales \| \| \| \| |
|  |                                                               |
|  | Pleuromeiales †                                               |
|  |                                                               |
|  | Isoetales                                                     |
|  |                                                               |

|  | Pleuromeiales † |
|  |                 |
|  | Isoetales       |
|  |                 |

|  | Lycopodiales      |
|  |                   |
|  | Drepanophycales † |
|  |                   |

|  | Lepidodendrales †                                             |
|  |                                                               |
|  | \| \| Pleuromeiales † \| \| \| \| \| \| Isoetales \| \| \| \| |
|  |                                                               |
|  | Pleuromeiales †                                               |
|  |                                                               |
|  | Isoetales                                                     |
|  |                                                               |

|  | Pleuromeiales † |
|  |                 |
|  | Isoetales       |
|  |                 |

|  | Lepidodendrales †                                             |
|  |                                                               |
|  | \| \| Pleuromeiales † \| \| \| \| \| \| Isoetales \| \| \| \| |
|  |                                                               |
|  | Pleuromeiales †                                               |
|  |                                                               |
|  | Isoetales                                                     |
|  |                                                               |

|  | Pleuromeiales † |
|  |                 |
|  | Isoetales       |
|  |                 |

Para além do género extante Isoetes (a que se junta Stylites quando considerado), as Isoetales incluem os seguintes géneros apenas conhecidos do registo fóssil:
- Clevelandodendron ohioense † (Devónico)
- Wexfordia hookense † (Fameniano superior)
- Otzinachsonia beerboweri † (Fameniano)
- Chaloneria cormosa † (Carbonífero)
- Porostrobus † (cones do Carbonífero, possivelmente pertencentes ao género Chaloneria)
- Sporangiostrobus † (Carbonífero)
- Nathorstiana † (Cretácio)
- Nathorstianella † (Cretácio)
- Isoetites † (Triássico ao Cretácio)

Muitos autores incluem entre as Isoetales todas as plantas com rizomorfos, incluindo as Lepidodendrales.